# 洛佐韋 (拉茲傑利納亞區)
46°56′40″N 30°13′24″E / 46.94444°N 30.22333°E
洛佐韋（烏克蘭語：Лозове）是位於烏克蘭西南部的村莊，由敖德萨州羅茲季利納區的羅茲季利納市鎮負責管轄。該村始建於1924年，面積1.04平方公里，海拔高度102米，2001年人口39，人口密度每平方公里37.39人。